# Реми, Каролина
Каролина Реми (Rémy, по мужу — Гебгард, Caroline Rémy de Guebhard; 27 апреля 1855 — 24 апреля 1929) — французская писательница и журналистка левых феминистических взглядов, известная под псевдонимом Северин (Séverine).

## Биография
Каролина Гебгард родилась 27 апреля 1855 году в городе Париже. Дочь инспектора службы по надзору за детьми в парижском полицейском управлении. В 1871 году без его согласия она вышла замуж за газовика Антуана-Анри Монробера, с которым вскоре рассталась, несмотря на рождение сына. Затем она стала спутницей Адриена Гебгарда (1849-1924), профессора медицины из богатой швейцарской семьи, за которого вышла замуж в 1885 году, когда во Франции снова были разрешены разводы.
Сблизившись в 1880 году в Брюсселе с Жюлем Валлесом, стала ревностным адептом его теорий, писала в социалистических органах и принимала участие в отделке романов Валлеса. После его смерти и до 1888 года она руководила основанной им газетой «Le Cri du peuple». Таким образом, она стала первой женщиной, возглавившей крупное ежедневное издание в стране. Становясь всё более воинственной, она сдружилась с журналисткой и феминисткой Маргерит Дюран, но после конфронтации с марксистом Жюлем Гедом покинула свою газету.
С тех пор Реми работала в различных органах печати, неизменно являясь горячей поборницей всех угнетенных и обиженных (в частности, она активно выступала в поддержку Дрейфуса, а также Сакко и Ванцетти; с другой стороны, она также выступила в поддержку реакционного генерала Буланже). В декабре 1891 года Пьер Мартине, позднее теоретик индивидуалистического анархизма, пригласил её посетить его «суповые лекции» (на них, помимо анархистских речей и распространения печати, нуждающихся кормили). 
В 1892 году большой резонанс получил её отчет о свидании с Львом XIII, с которым она беседовала о социальном вопросе. С 1898 года она руководила женской газетой «Fronde», которая, будучи органом феминистского движения (все её сотрудники — женщины), в то же время обращала серьёзное внимание на все текущие вопросы.
Поддержала Октябрьскую революцию в России, в 1921—1922 годах была членом Французской коммунистической партии; покинула её, чтобы сохранить членство в Лиге прав человека. 
Основатель Международной лиги против расизма и антисемитизма (LICRA) Бернар Лекаш написал её биографию, а Пьер-Огюст Ренуар — её портрет. Незадолго до своей смерти она приняла участие в избирательной кампании в поддержку кандидатуры доктора Альбера Бессона. В 1933 году в память о ней он проголосовал в Парижском совете за присвоение имени «Северин» созданной по его инициативе площади Порт-де-Баньоле.
Она была номинирована на Нобелевскую премию мира в 1920, 1922, 1924, 1927 и 1929 годах Люсьеном Ле Фойе. 